# Quiina sessilis
Quiina sessilis là một loài thực vật có hoa trong họ Ochnaceae. Loài này được Choisy, Planch. & Triana miêu tả khoa học đầu tiên năm 1861.